# Kelheim
Kelheim – miasto powiatowe w Niemczech, w kraju związkowym Bawaria, w rejencji Dolna Bawaria, w regionie Ratyzbona, siedziba powiatu Kelheim. Leży nad rzekami Dunaj i Altmühl oraz Kanałem Ren-Men-Dunaj, przy drodze B16. Przez miasto przebiega trasa rowerowa pięciu rzek.
1 stycznia 2022 do miasta przyłączono niezamieszkany obszar wolny administracyjnie Hienheimer Forst.

## Zabytki

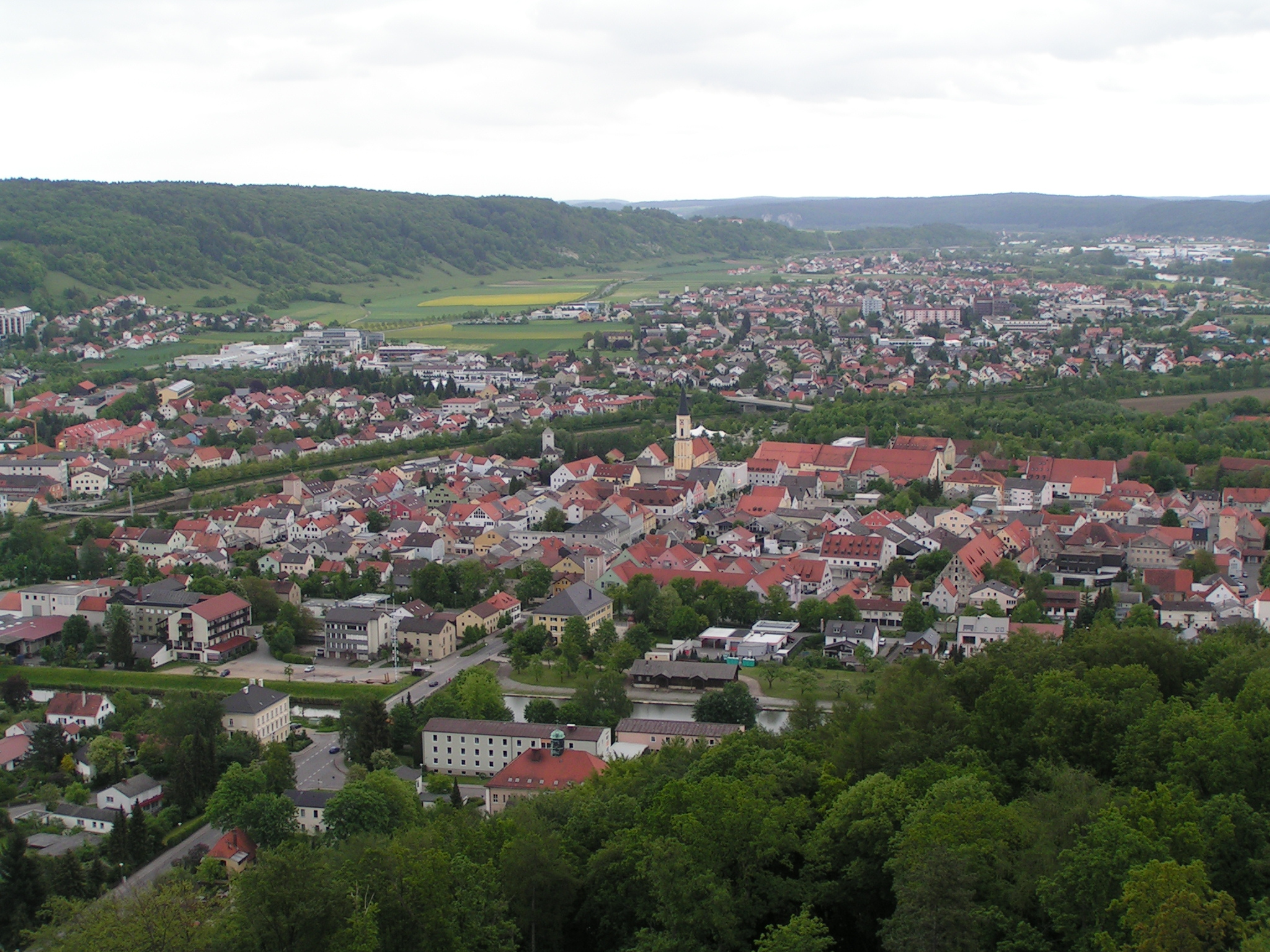
Miasto z lotu ptaka

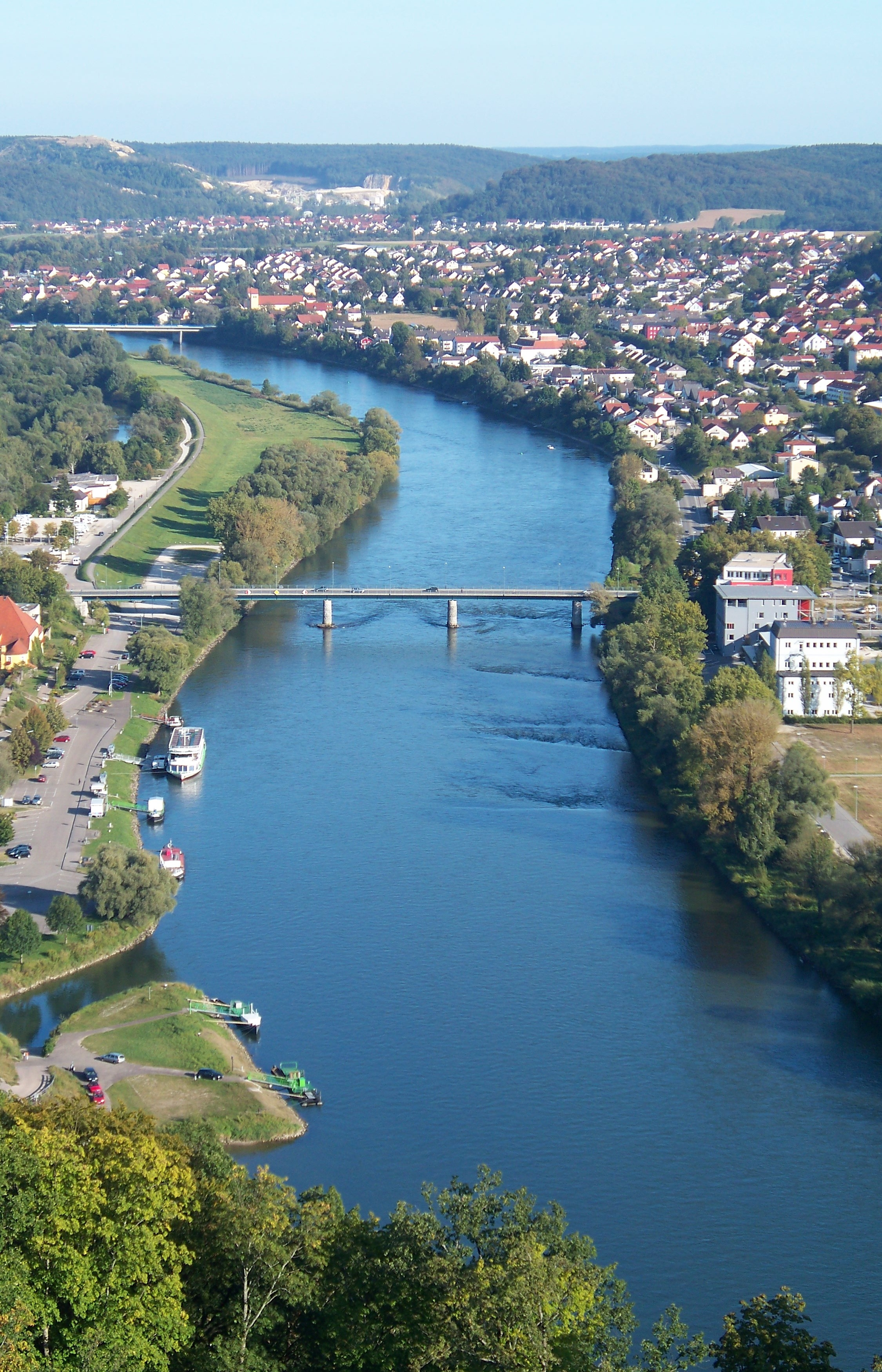
Widok na Dunaj z hali Befreiungshalle

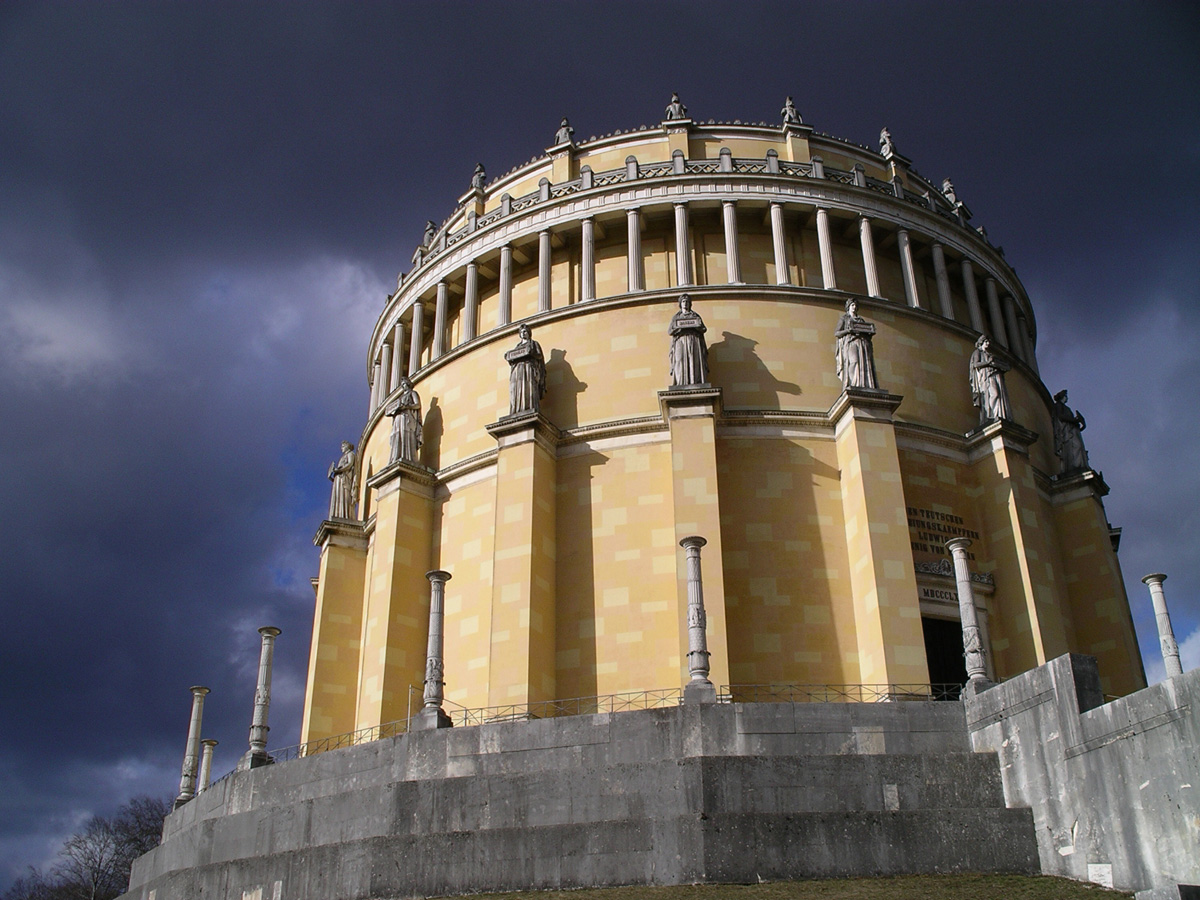
Hala Befreiungshalle

- kościół św. Jerzego w Kelheim

## Wykopaliska archeologiczne
W pobliżu miejscowości odkryto jedno z większych znanych oppidiów (osad obronnych z okresu lateńskiego), zajmujące powierzchnię ok. 600 ha.

## Współpraca
Miejscowości partnerskie:
- Francja: Ambarès-et-Lagrave
- Polska: Kuźnia Raciborska
- Włochy: Soave
- Bawaria: Sulzfeld am Main